# Stor dammsnäcka
Stor dammsnäcka (Lymnaea stagnalis) är en snäckart som först beskrevs av Carl von Linné 1758.  Stor dammsnäcka ingår i släktet Lymnaea och familjen dammsnäckor. IUCN kategoriserar arten globalt som livskraftig. Arten är reproducerande i Sverige.

## Underarter
Arten delas in i följande underarter:
- L. s. jugularis
- L. s. sanctaemariae
- L. s. stagnalis
- L. s. adpressa

## Bildgalleri

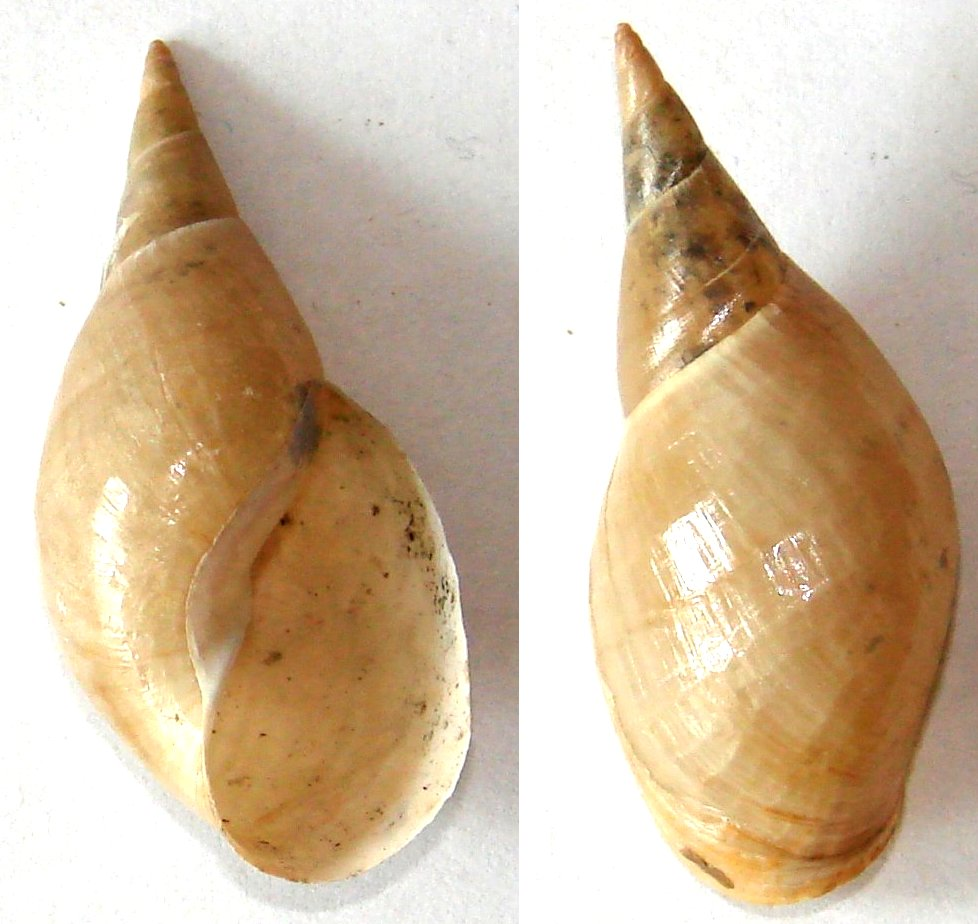
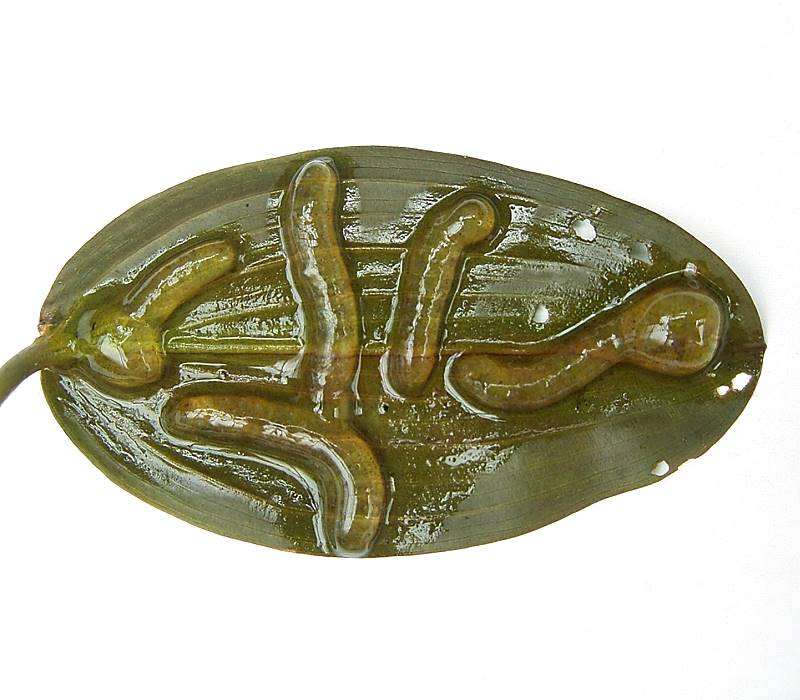
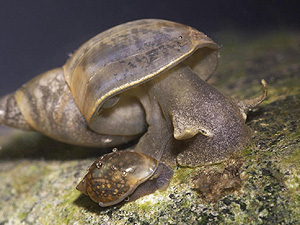
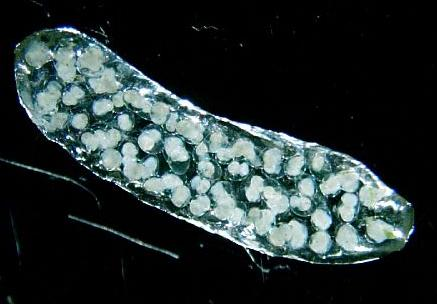
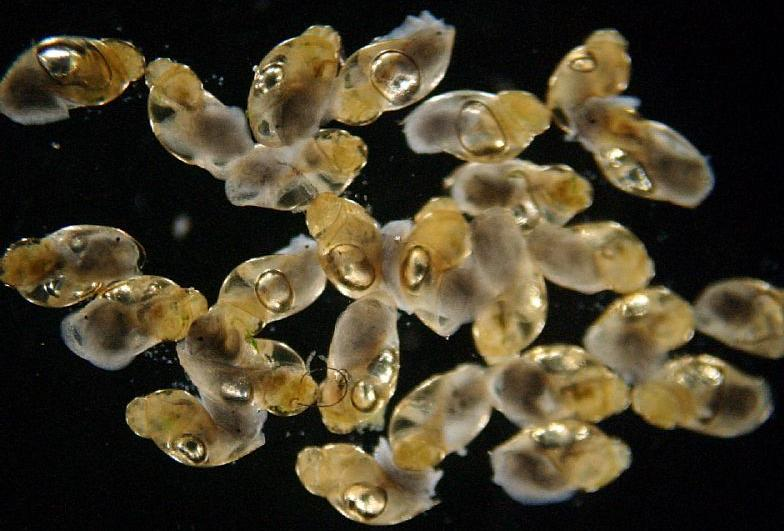
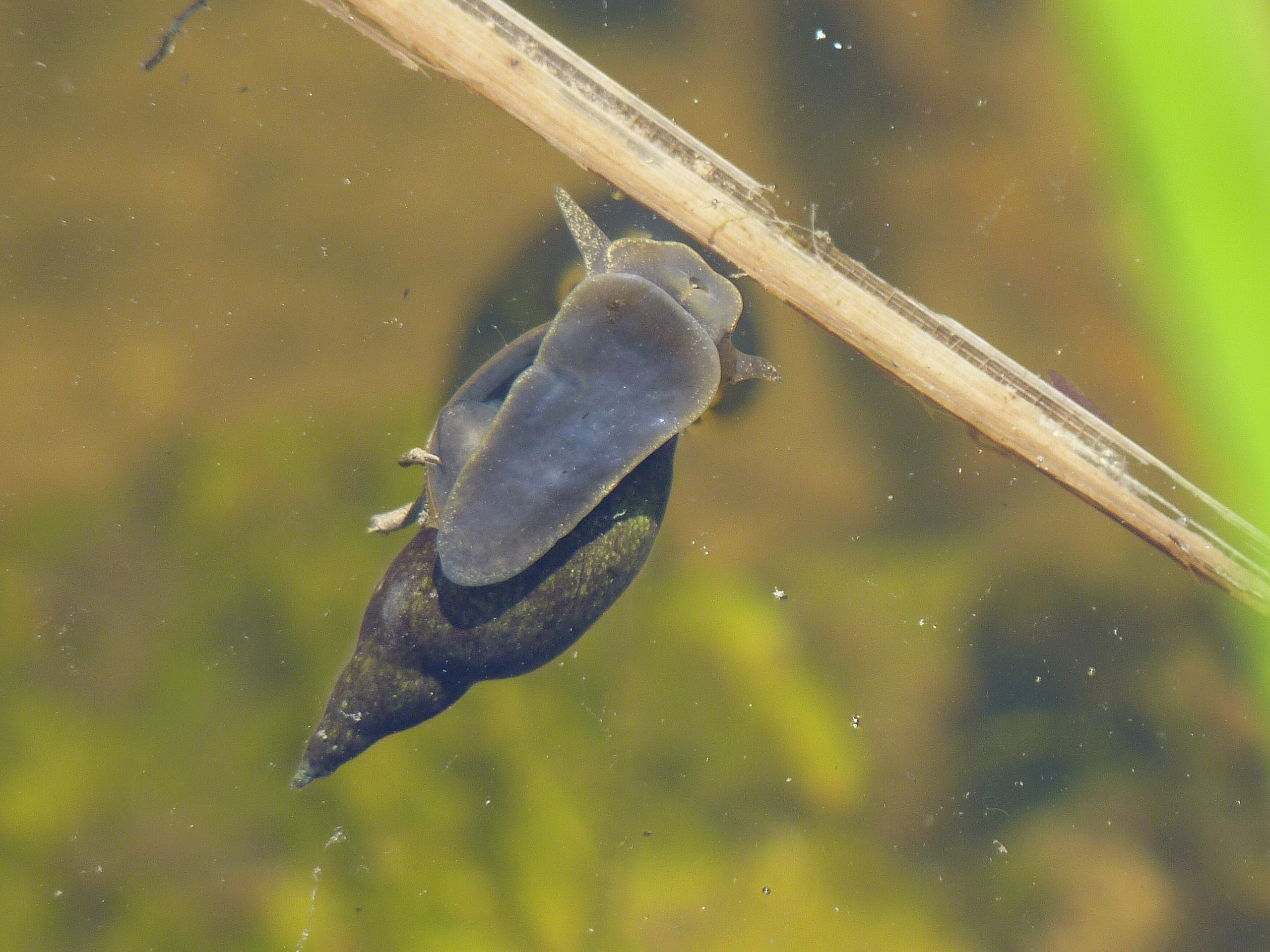